# Az Alalah–Ugariti Királyság uralkodóinak listája
Az Alalah–Ugariti Királyság (más néven Unki, Hattina, Pattina) az ókori Szíria egyik újhettita királysága az Orontész mentén. Uralkodói csak külső forrásokból ismertek, leginkább az asszír évkönyvekből és Urartu királyainak évkönyveiből.
| Uralkodó                   | Idő                       | Megjegyzés | Tudományos átírás      |
| -------------------------- | ------------------------- | --- | ---------------------- |
| I. Lubarna                 | ?-i. e. 877 körül         | Hattina és Kinalulu uraként említi II. Assur-nászir-apli i. e. 877-es évkönyve (vö: Labarnasz)                                                                       | Lubarna(s)             |
| Szapalulme                 | i. e. 877(?)-i. e. 858(?) | Lubarna utódja ismeretlen időponttól, asszír feliratok szerint 50 évig uralkodott, de III. Sulmánu-asarídu évkönyveiből eltűnik i. e. 859 után (vö: Szuppiluliumasz) | Sapalulme              |
| Halparunta (I. Qalparunta) | i. e. 858(?)-i. e. 853(?) | III. Sulmánu-asarídu feliratai alapján (sokszor Qalparunda) | Ḫalpapa-runta-a-š(a)   |
| Halparuntijasz             | ?                         | Azonos lehet Halparuntasszal és a gurgumi Halparuntijasszal | Ḫalpapa-run-ti-ya-š(a) |
| II. Lubarna                | ?                         | III. Sulmánu-asarídu idejében | Lubarna                |
| Szurri                     | i. e. 830 körül           | III. Sulmánu-asarídu idejében | Surri                  |
| II. Qalparunta             | ?                         | csak asszír forrásokból ismert |                        |
| III. Qalparunta            | i. e. 805 – 780 körül     | csak asszír forrásokból ismert |                        |
| Szaszi                     | ?                         | Ismeretlen időben | Sas(s)i                |
| Tutammu                    | ? – i. e. 738             | III. Tukulti-apil-ésarra i. e. 738-ban lerombolta Kinaluát |                        |